# Державний кордон Камбоджі

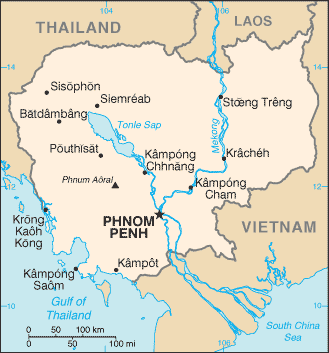
Карта Камбоджі

Державний кордон Камбоджі — державний кордон, лінія на поверхні Землі та вертикальна поверхня, що проходить по цій лінії, що визначають межі державного суверенітету Камбоджі над власними територією, водами, природними ресурсами в них і повітряним простором над ними.

## Сухопутний кордон
Загальна довжина кордону — 2530 км. Камбоджа межує з 3 державами. Уся територія країни суцільна, тобто анклавів чи ексклавів не існує.
Ділянки державного кордону
| Держава | Ділянка                | Довжина (км) | Прикордонні регіони | Примітки |
| ------- | ---------------------- | ------------ | ------------------- | -------- |
| Лаос    | північ                 | 555          |                     |          |
| Таїланд | захід, північний захід | 817          |                     |          |
| В'єтнам | схід                   | 1158         |                     |          |

## Морські кордони
Камбоджа на півдні омивається водами Сіамської затоки Південнокитайського моря Тихого океану. Загальна довжина морського узбережжя 443 км. Згідно з Конвенцією Організації Об'єднаних Націй з морського права (UNCLOS) 1982 року, протяжність територіальних вод країни встановлено в 12 морських миль (22,2 км). Прилегла зона, що примикає до територіальних вод, в якій держава може здійснювати контроль, необхідний для запобігання порушенням митних, фіскальних, імміграційних або санітарних законів, простягається на 24 морські милі (44,4 км) від узбережжя (стаття 33). Виключна економічна зона встановлена на відстань 200 морських миль (370,4 км) від узбережжя. Континентальний шельф — 200 морських миль (370,4 км) від узбережжя.